# Marcia Barbosa
Márcia Cristina Bernardes Barbosa (Río de Janeiro, 1960) es una física brasileña especializada en mecánica estadística que dirige desde 2008 el Instituto de Física de la Universidad Federal de Río Grande del Sur (UFRGS). Barbosa fue reconocida en 2010 con la Medalla Nicholson de la Sociedad Estadounidense de Física (APS) y en 2013 recibió el Premio L'Oréal-UNESCO a Mujeres en Ciencia.

## Legado
Su trabajo de investigación científica ha ayudado a explicar por qué muchas características del agua como el movimiento de sus moléculas, su reacción a los cambios de temperatura y presión, la hacen disímil de otros líquidos de manera importante, y cómo las biomoléculas como el ADN, las proteínas y las grasas interactúan con el agua dentro del cuerpo humano. Además, ha desarrollado una serie de modelos sobre las propiedades del agua que han ayudado a la comprensión de las interacciones del agua con moléculas biológicas y procesos geológicos.